# Khulna (zila)
Khulna (en bengalí: খুলনা) es un zila o distrito de Bangladés que forma parte de la división de Khulna.
Comprende 9 upazilas en una superficie territorial de 4.746 km² : Terokhada, Batiaghata, Dacope, Dumuria, Dighalia, Koyra, Paikgachha, Phultala y Rupsa.
La capital es la ciudad de Khulna.

## Upazilas con población en marzo de 2011[2]
- Batiaghata 171,691
- Dacope 152,316
- Daulatpur 112,442
- Dighalia 115,585
- Dumuria 305,675
- Khalishpur 165,299
- Khan Jahan Ali 81,313
- Khulna Sadar 224,444
- Koyra 193,931
- Paikgachha 247,983
- Phultala 83,881
- Rupsa 179,519
- Sonadanga 167,739
- Terokhada 116,709

## Demografía
Según estimación 2010 contaba con una población total de 2.758.765 habitantes.